# Stilbula polyrhachicida
Stilbula polyrhachicida är en stekelart som först beskrevs av Wheeler 1924.  Stilbula polyrhachicida ingår i släktet Stilbula och familjen Eucharitidae. Inga underarter finns listade i Catalogue of Life.